# Bracon aspasia
Bracon aspasia är en stekelart som beskrevs av Cameron 1886. Bracon aspasia ingår i släktet Bracon och familjen bracksteklar. Inga underarter finns listade.